# La Yesca, Michoacán de Ocampo
La Yesca är en ort i Mexiko.   Den ligger i kommunen Zacapu och delstaten Michoacán de Ocampo, i den centrala delen av landet, 290 km väster om huvudstaden Mexico City. La Yesca ligger 2 254 meter över havet och antalet invånare är 183.
Terrängen runt La Yesca är lite bergig. Runt La Yesca är det ganska tätbefolkat, med 72 invånare per kvadratkilometer. Närmaste större samhälle är Zacapú, 9,2 km öster om La Yesca. I omgivningarna runt La Yesca växer i huvudsak blandskog.